# Бозентино
Бозентино (итал. Bosentino) — упраздённая коммуна в Италии, расположена в автономной области Трентино-Альто-Адидже, подчиняется административному центру Тренто. Ныне является фракцией коммуны Альтопьяно-делла-Виголана.
Население коммуны, на 31.12.2015 года, составляло 827 человек, плотность населения — 175,94 чел./км². Коммуна занимала площадь 4,70 км². 
Почтовый индекс — 38049. Телефонный код — 0461.
Покровителем коммуны почитается святой Иосиф Обручник, празднование 19 марта.

## История
Коммуна Бозентино была упразднена 1 января 2016 года, с целью создания новой коммуны Альтопьяно-делла-Виголана.

## Демография
Динамика населения:

## Администрация коммуны
- Официальный сайт: http://www.comune.bosentino.tn.it/